# Порт (Берн)
Порт (нім. Port BE) — громада  в Швейцарії в кантоні Берн, адміністративний округ Біль.

## Географія
Громада розташована на відстані близько 24 км на північний захід від Берна.
Порт має площу 2,5 км², з яких на 40,7% дозволяється будівництво (житлове та будівництво доріг), 25,5% використовуються в сільськогосподарських цілях, 30% зайнято лісами, 3,7% не є продуктивними (річки, льодовики або гори).

## Демографія
2019 року в громаді мешкало 3727 осіб (+12,9% порівняно з 2010 роком), іноземців було 13%. Густота населення становила 1515 осіб/км².
За віковим діапазоном населення розподілялося таким чином: 18,9% — особи молодші 20 років, 56,7% — особи у віці 20—64 років, 24,4% — особи у віці 65 років та старші. Було 1679 помешкань (у середньому 2,2 особи в помешканні).
Із загальної кількості 971 працюючого 11 було зайнятих в первинному секторі, 523 — в обробній промисловості, 437 — в галузі послуг.